# Imagínate...
Imagínate... é um álbum de estúdio da boy band porto-riquenha Menudo, lançado em 1994. Estão presente no álbum os integrantes: Abel Talamántez, Alexis Grullón, Andy Blázquez, Ashley Ruiz e Ricky López.

## Repertório e divulgação
Enquanto o grupo promovia o álbum no Peru, a música "Los amigos y las amigas" foi acusada de plágio da canção "Los patos y las patas", pelo cantor Raúl Romero, integrante do grupo Los Nosequién y Los Nosecuántos. Edgardo Díaz, empresário do Menudo, negou as acusações e declarou que a palavra "plágio" estava sendo mal utilizada, já que o que foi feito foi substituir a palavra "patas" por um sinônimo, pois em Porto Rico, a palavra "pato" é frequentemente usada de forma pejorativa. As autoridades peruanas proibiram a divulgação e comercialização da canção. A decisão foi tomada após uma resolução do INDECOPI, que apontou semelhanças no título e conteúdo das canções. A gravadora Discos Hispánicos do Peru também foi impedida de distribuir a música. Díaz afirmou que a controvérsia seria uma tentativa de autopromoção por parte do cantor. Romero teria solicitado 20 mil dólares para liberar o uso da música, mas o pedido foi recusado.
A canção "Mil ángeles" foi composta como um tributo à jovem peruana Cecilia Huamán, que faleceu tragicamente em 1993 durante um show da banda. A música, escrita por Rawy Torres e Edgardo Díaz, reflete o impacto dessa perda não apenas sobre os fãs, mas também sobre os integrantes do grupo, que visitaram a família e o túmulo de Cecilia como forma de prestar condolências. Inspirada em uma carta e nos sentimentos que a adolescente levava consigo ao show, a letra expressa a eternidade de um amor puro e a esperança de reencontro, simbolizando também a ligação emocional entre artistas e seus admiradores.

## Singles
O álbum rendeu um sucesso nas rádios para o grupo, a música "Yo quiero bailar reggae" atingiu a primeira posição na parada musical do Panamá.

## Desempenho comercial
Em 30 de agosto de 2020, a versão remasterizada e digital do álbum atingiu a posição de número 17 na parada musical iTunes charts do Tailândia.

## Lista de faixas
- Créditos adaptados do CD Imagínate..., de 1994.[8]

| N.º | Título                      | Compositor(es)                                                            | Duração |  |
| 1.  | "Yo quiero bailar reggae"   | David Choy                                                                | 4:10    |  |
| 2.  | "Amor mio"                  | Fernando Osorio                                                           | 3:20    |  |
| 3.  | "Ay que dolor!"             | Fernando Osorio                                                           | 3:02    |  |
| 4.  | "Tu y yo"                   | Jessica Zarango                                                           | 4:02    |  |
| 5.  | "Bienvenido al nuevo mundo" | Carlos De Yarza                                                           | 4:09    |  |
| 6.  | "Solo faltas tu"            | Carlos De Yarza                                                           | 4:32    |  |
| 7.  | "Tus ojos"                  | Ashley Ruiz                                                               | 4:40    |  |
| 8.  | "Hombre q' sabia demas"     | Fernando Furteado, Samuel Rosa, Tavinho Paes (adaptado por Luis Bascaran) | 4:13    |  |
| 9.  | "Los amigos y las amigas"   | Raul Romero                                                               | 3:17    |  |
| 10. | "De Don Juan a Romeo"       | Jessica Zarango                                                           | 3:26    |  |
| 11. | "Mil angeles"               | Edgardo Diaz, Rawy Torres                                                 | 3:31    |  |

## Tabelas
| Tabela musical (2020)    | Melhor posição |
| ------------------------ | -------------- |
| Tailândia (iTunes Chart) | 17             |